# Clã Sakai
O Clã Sakai (酒井氏, Sakai-shi) foi um clã de samurais que descende do Ramo Nitta do Clã Minamoto, que por sua vez descende do Imperador Seiwa. Serata (Nitta) Arichika, um samurai do Século XIV foi o ancestral comum tanto do Clã Sakai como do Clã Matsudaira , do qual mais tarde os Sakai foram vassalos. No Período Sengoku, sob as ordens de Tokugawa Ieyasu (que foi o líder do clã que formaria o ramo principal do Clã Matsudaira), os Sakai se tornaram os principais vassalos. No Período Edo devido ao longo período de serviços prestados ao Clã Tokugawa , os Sakai foram classificados como daymiōs fudai (Clãs Próximos ao Governo), em contraste com os tozama (Clãs de Fora do Governo).

## História do Clã e Divisões
O Clã Sakai foi originado no Século XIV na Província de Mikawa . Descendem de Minamoto no Arichika. Arichika teve dois filhos; um deles Yasuchika, assumiu o nome Matsudaira, enquanto o outro filho, Chikauji, assumiu o nome Sakai. Chikauji é o antecessor do Clã Sakai. O filho de Chikauji, Sakai Hirochika, teve dois filhos, e os descendentes destes dois filhos se tornaram os antecessores dos dois principais ramos do Clã . O ramo mais antigo foi fundado por Sakai Tadatsugu (1527–1596). Tadatsugu, um vassalo de Tokugawa Ieyasu, mudou-se  para a Província de Mikawa com a missão de defender o Castelo Yoshida . Em 1578, seu filho Sakai Ietsugu (1564–1619) o sucedeu nesta tarefa. O prefixo Ie no inicio de seu nome foi uma homenagem a Ieyasu uma prova de empatia e lealdade .
Quando as atividades de Ieyasu avançaram para a Região de Kanto em 1590, Ietsugu assume o Domínio de Usui (com rendimentos de 30,000 koku) na Província de Kōzuke , mas em 1604, foi transferido para o Domínio de Takasaki (50,000 koku). Em 1616, foi novamente transferido para o Domínio de Takata (100,000 koku), na Província de Echigo. Em 1619, foi transferido para o Domínio de Matsushiro na Província de Shinano. Seus descendentes foram transferidos para o Domínio de Tsurugaoka (120,000 koku) na  Província de Dewa de 1622 a 1868 .
Os Sakai de Tsuruoka (cujo rendimento foi aumentado posteriormente para 170,000 koku) em Dewa se destacaram no Período Edo como uma potência militar. Encarregada da segurança da Cidade de Edo, foram patrono da força policial Shinchogumi, e foram muito eficazes em suas funções . 
Depois da pacificação de Edo, os Sakai retiraram-se e voltaram para o norte para o seu domínio, onde foram ativos no teatro norte de operações da Guerra Boshin, bem como tornaram-se signatários do pacto que criou o Ōuetsu Reppan Dōmei (a Aliança do Norte) em 1868. O líder deste ramo do clã passou a ser um Hakushaku (伯爵, Conde) no Período Meiji de acordo com o kazoku .
- Um ramo foi criado em 1647 [1], quando foram instalados no Domínio de Matsumine em Dewa até 1868  (com rendimentos de 20.000 koku). E construíram o Castelo de Matsumine em 1779. Após a Restauração Meiji o líder deste ramo do clã passou a ser um Shishaku  (子爵, Visconde) [2].

- Outro ramo foi fundado por Sakai Masachika (-1576). Vassalo dos Tokugawa (Nobutada, Kiyoyasu e Hirotada). Em 1561, foi transferido para o Castelo de Nishio na Província de Mikawa, e a segurança do castelo foi confiada a ele [2]. Em 1590, seu filho Sakai Shigetada recebeu o Domínio de Kawagoe (15.000 koku) na Província de Musashi e depois em 1601, foi transferido para o Domínio de Umayabashi  (35.000 koku) na Província de Kōzuke [2].

- Em 1749, os descendentes de Sakai Tadakiyo (1626-1681) foram transferidos para Domínio de Himeji (150,000 koku) na Província de Harima, e permaneceram como daimyō de  Himeji até o período Meiji [2]. Este ramo dos Sakai fora criado em 1590 [1].  Após a Restauração Meiji o líder deste ramo do clã passou a ser Hakushaku [2].

- Outro ramo dos Sakai foi criado em 1668 [1], no Domínio de Katsuyama (12.000 koku) na  Província de Awa.  Após a Restauração Meiji o líder deste ramo do clã passou a ser Shishaku [2].

- Um outro ramo dos Sakai foi criado em 1681 [1], no Domínio de Isezaki (20.000 koku) na Província de Kōzuke. O chefe deste ramo passou a ser Shishaku, no Período Meiji [2].

- Sakai Tadatoshi (1562-1627) recebeu o  Domínio de Tanaka (10.000 koku) na Província de Suruga em 1601 e, depois, a sua foi transferido em 1609 para o Domínio de Kawagoe (30.000  koku) na Província de Musashi [2].

- Sakai Tadakatsu (1587-1662) foi instalado em 1634 no  Domínio de Obama (103.500  koku) na Província de  Wakasa [2]. Este ramo dos Sakai foi criado em 1590  [1]. O líder deste ramo do clã passou a ser Hakushaku no Período Meiji [2].

- Finalmente, um outro ramo dos Sakai foi criado em 1682 [1]. Estes Sakai foram instalados no Domínio de Tsuruga (10.000 koku) na Província de Echizen.  O chefe deste ramo passou a ser Shishaku, no Período Meiji [2].